# Telepathic Surgery
Telepathic Surgery é o terceiro álbum de estúdio da banda norte-americana The Flaming Lips, foi lançado em 1989.
| Críticas profissionais                                                      | Críticas profissionais |
| Avaliações da crítica                                                       | Avaliações da crítica  |
| Fonte                                                                       | Avaliação              |
| --------------------------------------------------------------------------- | ---------------------- |
| Allmusic                                                                    | [ 2 ]                  |
| Esta tabela precisa de ser acompanhada por texto em prosa. Consulte o guia. |                        |

## Faixas
Considerando a edição em 3 discos de vinil (LP):
Lado A
1. "Drug Machine in Heaven"
2. "Right Now"
3. "Michael, Time to Wake Up"
4. "Chrome Plated Suicide"
5. "Hari-Krishna Stomp Wagon (Fuck Led Zeppelin)"
6. "Miracle on 42nd Street"

Lado B
1. "U.F.O Story"
2. "Redneck School of Technology"
3. "Shaved Gorilla"
4. "The Spontaneous Combustion of John"
5. "The Last Drop of Morning Dew"
6. "Begs and Achin'"

Lado C
1. "Hell's Angel's Cracker Factory"